# ژائو شنگبو
ژائو شنگبو (赵 声波؛ زادهٔ ۱۴ آوریل ۱۹۸۲)  تیرانداز اهل چین بود. وی در بازی‌های المپیک تابستانی ۲۰۱۶ حضور داشته‌است.